# Bidsina Kwernadse

Bidsina Kwernadse (1979)

Bidsina Kwernadse (georgisch ბიძინა კვერნაძე; * 29. Juli 1928 in Sighnaghi, Kachetien, Georgische SSR; † 8. Juli 2010 in Tiflis) war ein georgischer Komponist klassischer Musik.

## Biografie
Nach dem Schulbesuch studierte er am Konservatorium Tiflis Komposition bei Andria Balantschiwadse und schloss dieses 1953 ab. Ab 1963 lehrte er selbst dort, ab 1988 als Professor.  Er war Autor und Komponist zahlreicher Opern, Sinfonien und von Ballettmusik, die zum Bestandteil georgischer Kultur wurden.
Daneben war er auch Komponist der Filmmusik in mehr als 30 Filmen wie zum Beispiel zusammen mit Jansug Kakhidze in Data Tutaschchia nach dem gleichnamigen Roman von Tschabua Amiredschibi. Daneben komponierte er auch Theatermusik wie für die Aufführungen von Tschintschraka, Kwarkware, Ich sehe die Sonne und Sommernachttraum.
Für seine Werke und seine Verdienste wurde er mehrfach ausgezeichnet und erhielt 1981 den Sachari-Paliaschwili-Preis sowie 1985 den Schota-Rustaweli-Staatspreis. Darüber hinaus wurde ihm 1988 der Ehrenorden Georgiens verliehen. Außerdem wurde er 1996 zum Ehrenbürger von Tiflis gewählt.

## Filmografie
- 1976: Baum der Wünsche